# Sphinx adumbrata
Sphinx adumbrata là một loài bướm đêm thuộc họ Sphingidae. Nó được tìm thấy ở México.